# دانشگاه یاشار
دانشگاه یاشار (ترکی: Yaşar Üniversitesi) دانشگاهی در ازمیر ترکیه است. در این دانشگاه به زبان انگلیسی تدریس می‌کنند و رشته‌هایی در دو مقطع کارشناسی و کارشناسی ارشد دارد.
دانشگاه یاشار خود را به عنوان یک «دانشگاه بوتیک» معرفی می‌کند. هدف آن این است که به عنوان یک دانشگاه بین‌المللی کوچک اما معتبر ترکیه شناخته شود.